# Televisietoren van Vilnius
De televisietoren van Vilnius (Vilniaus televizijos bokštas) is een 326,5 meter hoog gebouw in Vilnius, de hoofdstad van Litouwen. Het gebouw wordt gebruikt door de Litouwse radio en televisie AB Lietuvos radijo ir televizijos centras voor het verzenden van radio- en televisiesignalen.

## Geschiedenis
De constructie werd ontworpen door V. Obydovas, de techniek werd verzorgd door K. Balėnas. De bouw van de toren startte eind 1980.
De toren speelde een belangrijke rol in de revolte op 13 januari 1991 tegen het Sovjet-regime. Bij het heroveren van de toren door het Sovjet leger kwamen 14 mensen om, en raakten 700 mensen gewond.

## Techniek
De constructie heeft een totaal gewicht van ongeveer 25 000 ton en is opgebouwd uit een betonnen grondplaat, een 190 meter hoge gewapend betonnen holle pijp, een betonnen schotel en een 136 meter hoge stalen zendmast.
Het observatieplatform, dat zich op een hoogte van 160 m bevindt, herbergt een café, "Paukščių takas" ("Melkweg"). Vanaf het dak van het café zijn bungeesprongen mogelijk.
Tijdens Kerstmis wordt de toren versierd als een gigantische kerstboom.